# ゲゲゲの鬼太郎 (パチスロ)
ゲゲゲの鬼太郎（ゲゲゲのきたろう）は、2000年にサミーが発売したパチスロ機。
パチスロ史上初めて液晶画面を搭載した。チャンス予告などの通常時の演出はそれまでせいぜいリール窓の中か筐体の一部分の照明を点滅させるだけのものだったが、パチンコ機でも使われていた液晶画面はその後のパチスロ機の様々な演出には欠かせないものとなった。2003年に発売されパチスロ史上最大のセールスとなった『北斗の拳』も、液晶画面での演出がプレイ上重要な役目を果たしている。
『ゲゲゲの鬼太郎』といえば様々な妖怪が活躍する漫画として有名だが、この機械の液晶画面でも鬼太郎、めだまオヤジを中心としたいろいろなキャラクターがバトルを繰り広げる。液晶画面で鬼太郎やその味方キャラが敵キャラに勝てばボーナスが確定する。また、8ライン独特のリーチ目も人気だった。